# Попіл імперій
«Попіл імперій» — поема українського поета і перекладача Юрія Клена (Освальда Бурґгардта). Поема лишилась незавершеною через смерть автора. Окремі розділи та фрагменти з неї друкувались в емігрантській періодиці та антологіях 1940-х—50-х рр.

## Історія написання
Задум твору виник у Юрія Клена в 1942 році, наступного року поет розпочав працю над поемою, що тривала до смерті автора 1947 року. Юрій Клен так у 1946 описував історію створення поеми: «Думки дати українській літературі епопею, якої їй бракує, надто, може, смілива й зухвала. Вона не одразу в мене склалася. Коли мене в 1942 році доля закинула до Берліну, де я в невеликому колі кількох українців читав вечорами свою продукцію, пані Н. присвятила мені довгого вірша, в якому переконувала, що пора мені від дрібних поезій перейти до великої поеми про сучасну добу, увійти в „гекзаметра дзвінкі колони“. Та, ніби випадково кинута, думка почала поволі зріти і набирати з часом певних форм. Приїхавши влітку 1943 року на два тижні в Райхенав (у Чехії), я написав там три уривки. Насамперед мою уяву полонила постать Архімеда, яку я вважав за символічну для наших часів. Архімед сидить під час бою в Сиракузах і креслить на піску свої геометричні рисунки, роблячи сміливі винаходи і байдужий до інших подій. Сп'янілому від крови римському воякові, що вдирається до нього, він кидає слова: „Noli tangere circulos meos!“ — „Не смій торкатися моїх рисунків!“ і гине від меча того вояка, що не розуміє значіння отих на піску викреслених фіґур [ ].
Згадуючи довгі колони полонених українців, що йшли битими шляхами, відроджене в наші часи невільництво, беручи на увагу хитливість нашого континенту, якого почала заливати страшна хвиля варварства, я думав над тим, чи варто взагалі щось писати в наші дні, дні тієї доби, що змітає з землі всю нашу віками творену культуру [ ].
У хаосі руїн, що починали повставати навколо, я чув виразно один голос, голос пророка Єремії, плач його над загиблими містами; отже, виникли тоді перші „Плачі Єремії“, що разом із згаданим уривком мають увійти в Третю частину поеми. Далі в Райхенаві конкретне протиставлення двох століть: XIX і XX; століття, в якому доживала стара романтика, і століттю літака й атомової бомби.
Перша частина поеми склалася з найрізноманітніших уривків, писаних різними розмірами. Вона охоплює час Першої світової війни і революції. Філософське обґрунтування її: ми бачимо тільки відтинки величезного килима, що проходить перед нашими очима, а тому не можемо уявити собі цілости його узору; ми тримаємо в руці тільки зерна й не бачимо гаїв, що з них виростуть, тому й не в стані збагнути сенсу того страшного лихоліття, яке переживаємо.
Друга частина поеми цілісніша. Вона малює пекло, через яке довелось проходити нашому народові, і писана більшою частиною восени 1944 року в Ґайліґвассер коло Іннсбруку. Тут поема Данте з його подорожжю через пекло була за зразок. Тому й Данте веде (як його самого вів Верґілій) автора отим пеклом. Писана та частина й розміром „Божественної комедії“ — терцинами.
Третя частина охоплює наші часи: початок і розвій гітлерівства, Друга світова війна, руїна Європи, берлінська катастрофа, сучасність. В Гітлері автор побачив посланця Люцифера, що явився народові в блискучих ризах антихриста, якому владними чарами вдалося зачарувати натовп і повести його за собою. Як Христа спокушав у пустелі Люцифер, так спокушав він вождя, і той, спокусі улягши, вступає на шлях катастрофи.
Четверта частина, філософська, що шукатиме шляхів виходу з сучасного хаосу, намічена в загальних рисах і ще не набрала форм.
Я на початку ставив собі скромне завдання — дати поему на кілька сот рядків, але вона, мимо моєї волі, росла, захоплюючи все ширші обрії, і мені довелось її розмір рахувати вже не сотнями, а тисячами рядків. Чи задовольнить вона вимоги, що ставиться до епопеї? Про це судити не авторові.»
За чотирнадцять місяців, що відділяють цю статтю від смерті автора, зайшла певна зміна в плані «Попелу імперій». Картина повоєнного хаосу оформилась в окремій Четвертій частині, а філософська тематика перенеслась на задуману, але майже не здійснену П'яту частину.

## Видання твору
Повністю поема побачила світ 1957 року у другому томі чотиритомного зібрання творів Юрія Клена, виданого зусиллями Фундації ім. Ю. Клена. Літературний редактор видання Євген Маланюк, обов'язки технічного редактора виконував Вольфрам Бурґгардт. Художник (графічне оформлення оправи та портрет Юрія Клена) Михайло Дмитренко.